# 弘姓
弘姓是中文姓氏之一，在《百家姓》中排第352位。在现代是罕见的姓氏。

## 起源
弘姓出自姬姓，以名为氏。春秋时卫国有大夫名为弘演，他的后代中有以祖先名字为姓的。

## 改姓
在唐朝高宗时代，因其子李弘曾立为太子，弘姓人士为避讳便改姓为李。当时有通士原姓弘含光，因避讳便改名为李含光。后到宋朝初年，因为宋太祖赵匡胤之父名为赵弘殷，为避讳便又有豫章（今南昌）弘氏改姓为洪。多次的避讳改姓使得弘姓人口大为减少。

## 郡望
- 太原郡：战国时秦庄襄王置，今山西太原。
- 曲阿

## 延伸阅读
[在维基数据编辑]
 《百家姓》
 《欽定古今圖書集成·明倫彙編·氏族典·弘姓部》，出自陈梦雷《古今圖書集成》